# Hieracium longipubens
Hieracium longipubens es una especie de planta con flor del género Hieracium, de la familia Asteraceae, orden Asterales.

## Distribución
Hieracium longipubens se distribuye por Rusia.

## Taxonomía
Fue descrita científicamente por Schljakov.